# Федченко Сергій Володимирович
Федченко Сергій Володимирович (нар. 10 квітня 1981, Харків, Українська РСР) — український професійний боксер, виступав у першій напівсередній вазі. Володар титулів інтерконтинентальний чемпіон світу за версією  IBF, чемпіон Європи за версією WBO.

## Біографія
Боксом почав займатися з 14 років під керівництвом тренера Короплясова О. Т.
У 16 років перейшов у ДЮСШ, де тренувався під керівництвом Демченко В. М.
Закінчив Харківське вище училище фізичної культури на відділенні боксу.
Має диплом магістра за фахом історія.

## Професійна кар'єра
Перший бій у профікар'єрі провів у Харкові 10 березня 2002 року.
17 травня 2008 року у Харкові провів перший титульний бій за звання інтерконтинентального чемпіона IBF у першій напівсередній вазі проти шведського боксера угандійського походження Пітера Сімо (18-1, 13КО). Федченко переміг одностайним рішенням, відібравши у Сімо звання чемпіона.
Після двох вдалих захистів титулу у квітні 2009 року промоутер Федченка Віталій Кличко пообіцяв, що організує харків'янину бій за звання чемпіона світу, якщо він втретє переможе, але 17 вересня 2009 року Сергій програв рішенням більшості невтомному південноафриканському боксеру Кайзеру Мабузі і втратив звання інтерконтинентального чемпіона IBF.
13 листопада 2010 року в бою за вакантний титул чемпіона Європи за версією WBO Федченко зустрівся з колишнім чемпіоном світу WBO американцем ДеМаркусом Корлі і здобув перемогу одностайним рішенням.
19 листопада 2011 року Сергій вийшов у ринг на захист титулу в поєдинку з французьким боксером Віллі Блейном (24-1, КО). Для Федченка і його суперника цей поєдинок був вирішальним у кар'єрі, бо на кону було звання обов'язкового претендента на титул чемпіона світу за версією WBO, яким на той час володів американець Тімоті Бредлі.
Федченко вдало розпочав бій, вже у першому раунді надіславши француза в нокдаун. І надалі Сергій підтримував високий темп, створюючи гострі моменти. По ходу бою успіхи були у обох боксерів, але харків'янин виглядав більш агресивним бійцем, що і принесло йому перемогу одностайним рішенням суддів.
14 квітня 2012 року в Мехіко в бою за вакантний титул ''тимчасового'' чемпіона WBO Сергій Федченко зустрівся з легендарним мексиканським триразовим чемпіоном світу Хуаном Мануелем Маркесом. Маркес прогнозовано завоював вакантний титул, але всупереч очікуванням не зумів декласувати українця. Бій тривав усі 12 раундів і завершився одноголосною перемогою мексиканця за очками.
15 грудня 2012 року в Черкасах Федченко знов здобув вакантний титул чемпіона Європи, перемігши за очками азербайджанця із Німеччини Азада Азізова.
А 20 квітня 2013 року без проблем розібрався з іспанцем Каримом Ель Уазгарі, по ходу бою у 6 рунді надіславши суперника в нокдаун.
Але 14 грудня 2013 року Сергій не зумів відстояти звання чемпіона Європи, програвши домініканцю Феліксу Лорі розділеним рішенням суддів. У 2 раунді Федченко побував у нокдауні.
З 2015 року керує клубом боксу в рідному місті Харків, Theodoros Boxing Club. www.theodoros.com.ua https://www.instagram.com/theodoros_boxing_club/?next=%2Frossgojanekins%2Ffeed%2F&hl=hi